# منغوليا تحت حكم سلالة تشينغ
تُعتبر منغوليا تحت حكم سلالة تشينغ (بالإنجليزية: Mongolia under Qing rule)‏ هي فترة سيطرة سلالة تشينغ على السهوب المنغولية، بما في ذلك أربعة أقاليم في منغوليا الخارجية ومنغوليا الداخلية من القرن السابع عشر حتى القضاء على الأسرة الحاكمة. تتضمن «منغوليا» هنا منطقة منغوليا الأوسع على الصعيد التاريخي. أدرك آخر خانات المغول وهو، ليغدن خان، تضاؤل الكثير من قوته بعد منازعات قامت بينه وبين القبائل المغولية التي تغلبت عليه بمساعدات المانشو، ثم توفي بعد ذلك بقليل. وقد منح ابنه إيجي خان هونغ تاي تشي السلطة الإمبراطورية، لينهي حكم سلالة يوان الشمالية التي كانت متمركزة في منغوليا الداخلية في عام 1635. ومع ذلك، فإن حكومة الخلخة في منغوليا الخارجية قد استمرت في الحكم حتى تم اجتياحها من قبل خانات زونغار في عام 1690، الذين وصلوا للقضاء على سلالة تشينغ في عام 1691.
سيطرت سلالة تشينغ بقيادة المانشو على كل من منغوليا الداخلية والخارجية لأكثر من 200 عام. خلال هذه الفترة، أنشأ حكام تشينغ هياكل إدارية منفصلة لحكم كل منطقة. بينما وضعت الإمبراطورية سيطرتها الصارمة على منغوليا الداخلية والخارجية على حد سواء، تمتع المغول في منغوليا الخارجية (أبعد من العاصمة بكين) بقدر أكبر من الاستقلال الذاتي، واحتفظوا أيضًا بلغتهم وثقافتهم الخاصة طوال تلك الفترة.

## التقسيمات الإدارية
قُسمت منغوليا خلال فترة جكم سلالة تشينغ إلى منطقتين رئيسيتين: منغوليا الداخلية (مانشو: دورجي) ومنغوليا الخارجية (مانشو: تولرغي). وقد أثر هذا التقسيم اليوم على انفصال منغوليا الحديثة ومنطقة الصين المنغولية الداخلية المستقلة. بالإضافة إلى الأقاليم الأربعة في منغوليا الخارجية والسهوب المنغولية الداخلية الستّ، كانت هناك أيضًا مناطق أخرى عديدة مثل حدود خوبدو ومنطقة مركز الحراسة على طول الحدود الروسية حيث طبقت إدارة تشينغ المزيد من السيطرة المباشرة.
قُسمت منغوليا الداخلية بأقاليمها الـ 24 واستبدالها بـ 49 خوشوس (لافتات) التي تم تنظيمها فيما بعد في ستة شولجانات (اتحادات). طبقت حكومة تشينغ سيطرتها بشكل مباشر على ثمانية خوشوسات حول جيهوا.
- اتحاد جيريم
- اتحاد جوستو
- اتحاد جو أودا
- اتحاد شيلينغول
- اتحاد أولان شاب
- اتحاد إيهي جو

بالإضافة إلى ذلك، يُعتبر ما يلي أيضًا تحت حكم سلالة تشينغ:
- خوشوس شاكار 8
- جيهوا (هوهوت)
- منغوليا الخارجية
- خلخة
- إقليم سين خان 23 خوشوس
- إقليم تشيتو 20 خوشوس
- إقليم سين نوين 24 خوشوس
- إقليم زاساغتو 19 خوشوس
- خوسنغول
- تانو أورينخاي
- مقاطعة خوبدو 30 خوشوس
- لي 13 خوشوس (تُعرف حديثًا باسم شينجيانغ)
- خوكو نور 29 خوشوس (تشينهاي)

غرب هيتاو المنغولية
- إيجين خوشوس (المعروفة حديثًا باسم إيجينا في إقليم ألكسا في منغوليا الداخلية)
- ألاشا خوشوس (المعروفة حديثًا باسم منطقة ألكسا على طرفي إقليم ألكسا في منغوليا الداخلية)[4]